# Губаны (Псковская область)
Губаны — деревня в Великолукском районе Псковской области России. Входит в состав сельского поселения «Черпесская волость».
Расположена на берегу реки Ловать, в 43 км к северо-востоку от райцентра Великие Луки и в 10 км к югу от райцентра, деревни Черпесса.

## Население
Численность населения деревни по состоянию на 2000 год составила 48 жителей, на 2010 год — 41 житель.